# Общество вспомоществования учащимся РУЖД
О́бщество вспомоществова́ния уча́щимся в учи́лищах и шко́лах Ряза́но-Ура́льской желе́зной доро́ги — благотворительное общество, имевшее целью помощь учащимся детям из семей железнодорожников РУЖД. Существовало с 1898 по 1917 год (?).

## История
Идея учредить Общество вспомоществования возникла у агентов Управления Рязано-Уральской железной дороги в 1896 году. К этому времени на некоторых станциях дороги, например, в Ряжске, Козлове (ныне Мичуринск), Рязани, открылись училища и школы. Число учеников, приезжающих с линии, то есть с небольших станций и разъездов, значительно увеличилось, как следствие, появились проблемы с подвозом детей, организацией питания и ночлега. Найдя поддержку в лице Управляющего дорогой Дмитрия Петровича Кандаурова, учредители составили устав Общества, который 8 июня 1898 года был утверждён в Министерстве внутренних дел. 13 декабря того же года в Саратове состоялось общее собрание уполномоченных, на котором было избрано Правление. Этот день стал первым днём существования Общества Вспомоществования учащимся в училищах и школах Рязано-Уральской железной дороги. После 1917 года не упоминается, скорее всего, было упразднено.

## Деятельность общества
Средства общества складывались, главным образом, из ежегодных взносов его членов, пособий Правления дороги, различных пожертвований и платы за общежития. В первые годы своего существования Общество имело всего 2-3 общежития. К 1916 году уже 21 общежитие, в которых размещалось около 650 детей.
Общество старалось помогать не только учащимся в училищах и школах Рязано-Уральской железной дороги, но и детям, учащимся в других начальных школах, в средних и даже высших учебных заведениях, чьи родители были членами Общества. Помощь состояла в следующем: выдавались пособия на одежду и обувь, учебные книги и руководства, на плату за обучение беднейшим ученикам; устраивались завтраки для учащихся, приезжающих с линии, некотором учащимся выдавалась стипендия.
Начиная с 1912 года Общество устраивало на станциях Обловка, Красный Кут, Ершов и Карабулак летние детские колонии для слабых здоровьем учеников и учениц — детей служащих дороги. Пребывание детей в колонии с 1 июля по 1 августа было бесплатным, все расходы брало на себя Общество. Правление подбирало кандидатов по возможности так, чтобы из лесистой местности ученики непременно попадали в степную колонию, а из степных местностей — в колонию, расположенную в лесу. В колонии помещались дети служащих из разных районов дороги. Стоит отметить, что в Ершовской колонии находились дети более слабые здоровьем и, по заключению врачей, нуждающиеся в лечении кумысом в местной кумысолечебнице. Во время пребывания в колонии дети играли в различные подвижные игры (лапта, футбол, городки), ходили на прогулки за ягодами и цветами, занимались рисованием, лепкой, музыкой, пением, а по вечерам — чтением рассказов.
Деятельность общества на местах осуществлялась уполномоченными представителями, которые избирались на трёхлетний срок.